# Niedomykalność zastawki aortalnej
Niedomykalność zastawki aortalnej (łac. insufficientia valvulae aortae, ang. aortic insufficiency, aortic regurgitation) – wada serca polegająca na nieprawidłowym zamykaniu się płatków zastawki aortalnej, powodującym wsteczny przepływ krwi z aorty do lewej komory podczas jej rozkurczu.

## Epidemiologia
Niedomykalność zastawki aortalnej stwierdzana jest w badaniu echokardiograficznym u 13% mężczyzn i 9% kobiet w populacji ogólnej. Istotna hemodynamicznie niedomykalność dotyczy około 2% populacji po 70. roku życia.

## Etiologia
Niedomykalność aortalna może być ostra (np. w rozwarstwieniu aorty, infekcyjnym zapaleniu wsierdzia), lub przewlekła (gorączka reumatyczna, miażdżyca, tętniak aorty wstępującej, choroby tkanki łącznej).
Wyróżnia się też:
- niedomykalność pierwotną, w której uszkodzone lub nieprawidłowo zbudowane są płatki zastawki
- niedomykalność wtórną, w której płatki zastawki nie zamykają się prawidłowo wskutek poszerzenia pierścienia zastawkowego i aorty wstępującej (annuloaortic ectasia).

Najczęściej przyczynami wady są:
- zwyrodnienie idiopatyczne
- wrodzona wada zastawki (zastawka dwu- lub czteropłatkowa)
- infekcyjne zapalenie wsierdzia
- choroba reumatyczna
- reumatoidalne zapalenie stawów
- zwyrodnienie śluzakowate
- nadciśnienie tętnicze
- zespół Marfana
- miażdżyca
- zapalenie aorty
- uraz
- kiłowe zapalenie aorty.

## Patofizjologia
Niedomykalność zastawki aorty powoduje cofanie się krwi z tętnicy głównej do lewej komory podczas rozkurczu serca i przeciążenie objętościowe lewej komory. Dochodzi do poszerzenia lewej komory, a potem do przerostu mięśnia lewej komory. Ciśnienie rozkurczowe w aorcie spada, rośnie w lewej komorze. Nadmierne obciążenie, względne niedokrwienie spowodowane przerostem i niskim ciśnieniem rozkurczowym powodują uszkodzenie lewej komory i pogłębiają niewydolność serca.

## Objawy i przebieg
Wada jest długo bezobjawowa, ale po jej ujawnieniu się następuje szybka dekompensacja hemodynamiczna.

### Objawy podmiotowe
W niedomykalności lewego ujścia tętniczego pojawiają się następujące objawy:
- kołatanie serca
- narastająca duszność wysiłkowa
- Orthopnoë
- napadowa duszność nocna
- ból w klatce piersiowej

### Objawy przedmiotowe
Objawy osłuchowe

Zjawiska osłuchowe w niedomykalności aortalnej: S1, S2 – tony serca, zaznaczono wrzecionowaty szmer skurczowy i szmer rozkurczowy o charakterze decrescendo

- "chuchający" (miękki o wysokiej tonacji) szmer rozkurczowy (holodiastoliczny) typu decrescendo, rozpoczynający się bezpośrednio po II tonie erca (S2), najgłośniejszy w punkcie osłuchiwania zastawki aortalnej, promieniujący do punktu Erba, głośniejszy w pozycji siedzącej z przodopochyleniem albo po nagłym kucnięciu, podczas ćwiczenia izometrycznego (np. uścisk ręki), po próbie z fenylefryną, cichnie podczas próby Valsalvy i po podaniu azotanu amylu[4]
- skurczowy szmer wyrzutu w miejscu osłuchiwania zastawki aortalnej
- szmer Austina Flinta (szmer względnej stenozy zastawki mitralnej)
- I ton serca (S1) jest cichy[5]

Inne objawy
- znaczna amplituda skurczowo-rozkurczowa ciśnienia tętniczego, ciśnienie rozkurczowe może być nieoznaczalne (0 mm Hg), niekiedy izolowane nadciśnienie skurczowe
- tętno chybkie, twarde i duże (pulsus celer, altus, durus), tzw. tętno taranowe, czasem dwubitne
- tachykardia
- tętnienie aorty wstępującej lub łuku aorty wyczuwalne w okolicy stawów mostkowo-obojczykowych w I lub II międzyżebrzu i we wcięciu nadmostkowym
- tętnienie aorty brzusznej wyczuwalne w dołku podsercowym
- unoszące uderzenie koniuszkowe
- tętno Corrigana – tętno "młota pneumatycznego"
- objaw de Musseta – synchroniczne z rytmem serca i tętnem drżenie głowy
- ton Traubego
- objaw Durozieza – szmer słyszany nad tętnicą udową po jej uciśnięciu
- tętno Quinckego – zmiany zabarwienia (blednięcie-czerwienienie) łożyska płytki paznokciowej po niewielkim ucisku.

Rzadko stwierdzane, spotykane w piśmiennictwie objawy to:
- naprzemienne blednięcie i zaczerwienienie czoła (objaw latarni morskiej, ang. lighthouse sign),
- naprzemienne rozszerzanie i zwężanie się źrenic (objaw Landolfiego),
- pulsowanie naczyń siatkówki (objaw Beckera),
- objaw Müllera – pulsowanie języczka synchroniczne z rytmem serca,
- objaw Mayena (rozkurczowy spadek ciśnienia >15 mm Hg przy uniesionych rękach),
- tętnienie wątroby (objaw Rosenbacha),
- wyczuwalna, powiększona śledziona (objaw Gerhardta),
- objaw Hilla – amplituda skurczowo-rozkurczowa ciśnienia 60–100 mm Hg między ciśnieniem mierzonym na kończynach górnych i dolnych,
- objaw Lincolna (wyczuwalne tętnienie tętnicy podkolanowej),
- objaw Shermana (nadmiernie wyczuwalne i od razu lokalizowane tętno na tętnicy grzbietowej stopy u osób powyżej 75. roku życia).

Wymienione objawy mają jedynie znaczenie pomocnicze i są mało przydatne w praktyce klinicznej.

### Nieprawidłowości w badaniach dodatkowych
Badania dodatkowe w celu potwierdzenia rozpoznania:
- EKG:
- cechy przerostu i przeciążenia lewej komory
- komorowe zaburzenia rytmu

ECHO serca
- obecna fala niedomykalności poddająca się ocenie jakościowej i półilościowej (1+ do 4+) w echokardiografii dopplerowskiej
- w echokardiografii dwuwymiarowej można ocenić wielkość pierścienia aortalnego, oraz funkcję lewej komory serca

RTG klatki piersiowej
- powiększenie lewej komory
- poszerzenie aorty wstępującej i łuku aorty, szczególnie u pacjentów, u których niedomykalność związana jest z pierwotną  chorobą ściany aorty, np. zespół Marfana
- w ostrej niedomykalności zastój w krążeniu płucnym

### Klasyfikacja
Kryteria echokardiograficzne ciężkiej niedomykalności aortalnej:
- zasięg fal zwrotnej niedomykalności 4+
- szerokość strumienia niedomykalności w stosunku do szerokości drogi odpływu ≥50%
- talia niedomykalności >6 mm
- czas półtrwania gradientu ciśnień ≤250 ms
- objętość fali zwrotnej ≥60 ml
- frakcja niedomykalności ≥50%
- efektywna powierzchnia otworu niedomykalności ≥0,5 cm².

## Rokowanie i przebieg
Rokowanie, oraz przebieg zależą od choroby podstawowej i może rozwijać się wolno lub szybko, dlatego konieczne są regularne kontrole w celu oceny progresji wady.  Roczna śmiertelność u chorych z bezobjawową niedomykalnością i z prawidłową frakcją wyrzutu lewej komory wynosi <0,2%. 10-letni okres przeżycia chorych z łagodną i umiarkowaną niedomykalnością aortalną, którzy są leczeni, wynosi 80-95%. Przy umiarkowanej i ciężkiej niedomykalności, jeżeli wymiany zastawki dokona się przed wystąpieniem objawów niewydolności serca, rokowanie długoterminowe jest dobre. Natomiast jeżeli niewydolność zastawki aortalnej współistnieje z niewydolnością serca rokowanie jest zdecydowanie gorsze.

## Leczenie
W ostrej niedomykalności zastawki aortalnej leczeniem z wyboru jest wymiana zastawki. W przewlekłej niewydolności zastawki aortalnej jeżeli objawy niedomykalności aortalnej występują podczas codziennych czynności konieczne jest wymiana zastawki na sztuczną zastawkę mechaniczną lub biologiczną. Wskazaniem do leczenia operacyjnego jest także bezobjawowa niedomykalność zastawki aortalnej z frakcją wyrzutową lewej komory < 55% i/lub ciśnieniem późno-rozkurczowym > 75 mmHg. Dodatkowym wskazaniem do leczenia operacyjnego jest obniżenie indeksu sercowego < 2,2-2,5 l/min./m². Wymiana zastawki może być wykonana na otwarto z użyciem krążenia pozaustrojowego lub metodą przezskórną, szczególnie u starszych pacjentów z grupy zwiększonego ryzyka.
Pacjenci, którzy nie spełniają wyżej wymienionych kryteriów powinni podlegać regularnym kontrolom co 6-12 miesięcy z wykonaniem badania fizykalnego i echokardiograficznego.
W przypadku ciężkiej niedomykalności zastawki, kiedy chory nie wyraża zgody na leczenie operacyjne, korzystne jest obniżenie obciążenia wstępnego przez zlecenie leków z grupy wazodilatatorów, diuretyków i/lub nitratów. 

## Klasyfikacja ICD10
| kod ICD10     | nazwa choroby                                    |
| ------------- | ------------------------------------------------ |
| ICD-10: I35.1 | Niereumatyczna niedomykalność zastawki aortalnej |
| ICD-10: I06.1 | Reumatyczna niedomykalność zastawki aortalnej    |
| ICD-10: Q23.1 | Wrodzona niedomykalność zastawki aortalnej       |